# 西川健太郎
西川 健太郎（にしかわ けんたろう、1993年4月18日 - ）は、石川県金沢市出身の元プロ野球選手（投手）。右投右打。血液型はA型。現在は中日ドラゴンズの打撃投手を務めている。

## 経歴

### プロ入り前
星稜中学校時代は軟式野球部に所属。2年夏の第24回全日本少年軟式野球大会では主に左翼手として、3年夏の第30回全国中学校軟式野球大会では中学生ながら最速135km/hを記録するエース兼4番打者として2度の全国制覇に貢献。3年夏の全中大会では予選である北信越予選で優勝した翌日に父を病気で亡くす悲しみを乗り越えての全国制覇であった。
星稜高等学校進学後は、1年秋からエース。2年春の春季大会では北信越大会でベスト4まで進出。3年夏は、石川県予選準決勝で釜田佳直擁する金沢高に2-5で敗れる。6月に骨折した左手甲の影響で、先発は務めずリリーフとして登板した。しかし、在学中には春夏とも、阪神甲子園球場での全国大会に出場できなかった。
2011年のプロ野球ドラフト会議で、中日ドラゴンズから2巡目で指名。中日が1巡目で高橋周平の交渉権を獲得できなかった場合に、西川を1巡目で指名することが事前に報じられるほど、高い評価を受けていた。結局、中日は1巡目で高橋の交渉権を獲得。西川自身も、契約金6,000万円、年俸660万円（金額は推定）という条件で、高橋と揃って入団した。背番号は32。

### 中日時代
2012年には、ウエスタン・リーグ公式戦で、開幕から先発投手に起用。6月14日の対福岡ソフトバンクホークス戦（福岡Yahoo!JAPANドーム）6回裏に、救援投手として一軍デビューを果たした。シーズン通算では、一軍公式戦3試合に登板するとともに、防御率1.29を記録した。また、7月19日のフレッシュオールスターゲーム（HARD OFF ECOスタジアム新潟）では、ウエスタン・リーグ選抜の先発投手として2回を無失点に抑えた。
2013年には、5月19日の対ソフトバンク戦（福岡Yahoo!JAPANドーム）で、シーズン初の一軍マウンド経験。7月31日の対阪神タイガース戦（甲子園）に先発で登板すると、7回裏2死まで阪神打線から1人の走者も出さないほどの好投を見せた末に、7回1安打1四球無失点という内容で一軍初勝利を挙げた。その後も一軍公式戦に登板したが、1勝6敗、防御率6.26という成績でシーズンを終えた。
2014年には、春季キャンプ中に右足の内転筋を痛めた。ウエスタン・リーグ公式戦では20試合の登板で3勝5敗、防御率5.24という成績を残したが、一軍公式戦への登板機会はなかった。
2015年には、前年に続いて、右足の内転筋痛で春季キャンプを離脱した。5月28日の対ソフトバンク戦で、2年振りに一軍公式戦へ登板。シーズン6試合目の登板であった8月5日の対横浜DeNAベイスターズ戦（いずれもナゴヤドーム）で一軍公式戦2年振りの勝利を挙げたが、この試合を最後に一軍から遠ざかった。
2016年には、ウエスタン・リーグ公式戦11試合に登板。2勝0敗ながら、防御率が10.97に達するほど振るわず、一軍公式戦への登板機会がなかった。10月1日に球団から戦力外通告を受けたが、NPB他球団での現役続行を希望していたため、2016年11月12日には甲子園球場で開催の12球団合同トライアウトに参加。シートバッティング形式の対戦で、打者3人を無安打に抑えたほか、1つの三振を奪った。しかし、NPB他球団から獲得のオファーを受けるまでに至らなかったため、現役からの引退を決意した。12月2日付で、NPBから自由契約選手として公示。

### 現役引退後
前述のトライアウト直後に、中日から打撃投手への転身を打診。2016年11月24日に、打撃投手として正式に契約した。

## 選手としての特徴
中日時代の終盤には、2年続けて右足の内転筋を痛めたため、トレーニングによって強化。また、投球時の右肘の位置を変えたことによって、コントロールが安定したという。

## 人物
家族は母と姉2人で、趣味はDVD鑑賞。
ライバル校である金沢高校のエースで、自身が中日に指名された2011年のドラフト会議で、東北楽天ゴールデンイーグルスからの2巡目指名を受けた釜田佳直と仲が良い。西川自身は、指名の時点で、「将来性では釜田より上」とも言われていた。
中日ファンである。ドラフト指名時には「中日は小さいころから憧れだった。若い投手が育っている球団という印象がある。肘をしなやかに使えるフォームには、自信を持っている。プロでは結果にこだわり、勝てる投手になる」と発言している。ちなみに2010年末、名古屋の治療院で後にチームメイトとなる吉見一起と偶然顔を合わせたが、「プライベートだと思ったので声はかけませんでした」。
2015年のシーズン終了後に、自身と同じ年齢で石川県出身の女性と結婚。別々の高校に通っていた17歳の時から交際を続けた末の結婚で、2017年の初めに第1子を出産した。出産前の2016年12月30日にTBSテレビ制作・全国ネットで放送された『プロ野球戦力外通告・クビを宣告された男達』では、夫婦への密着取材映像を交えながら、妻との馴れ初めから中日打撃投手への転身を決意するまでの経緯を紹介していた。

## 詳細情報

### 年度別投手成績
| 年 度     | 球 団     | 登 板 | 先 発 | 完 投 | 完 封 | 無 四 球 | 勝 利 | 敗 戦 | セ 丨 ブ | ホ 丨 ル ド | 勝 率 | 打 者 | 投 球 回 | 被 安 打 | 被 本 塁 打 | 与 四 球 | 敬 遠 | 与 死 球 | 奪 三 振 | 暴 投 | ボ 丨 ク | 失 点 | 自 責 点 | 防 御 率 | W H I P |
| --------- | --------- | ----- | ----- | ----- | ----- | -------- | ----- | ----- | -------- | ----------- | ----- | ----- | -------- | -------- | ----------- | -------- | ----- | -------- | -------- | ----- | -------- | ----- | -------- | -------- | ------- |
| 2012      | 中日      | 3     | 1     | 0     | 0     | 0        | 0     | 0     | 0        | 0           | ----  | 24    | 7.0      | 1        | 1           | 2        | 0     | 0        | 4        | 0     | 0        | 1     | 1        | 1.29     | 0.43    |
| 2013      | 中日      | 12    | 9     | 0     | 0     | 0        | 1     | 6     | 0        | 0           | .143  | 207   | 46.0     | 50       | 8           | 19       | 0     | 0        | 27       | 2     | 0        | 35    | 32       | 6.26     | 1.50    |
| 2015      | 中日      | 6     | 0     | 0     | 0     | 0        | 1     | 0     | 0        | 0           | 1.000 | 33    | 7.1      | 7        | 0           | 6        | 0     | 0        | 6        | 0     | 0        | 3     | 3        | 3.68     | 1.77    |
| 通算：3年 | 通算：3年 | 21    | 10    | 0     | 0     | 0        | 2     | 6     | 0        | 0           | .250  | 264   | 60.1     | 58       | 9           | 27       | 0     | 0        | 37       | 2     | 0        | 39    | 36       | 5.37     | 1.36    |

### 記録
投手記録
- 初登板：2012年6月14日、対福岡ソフトバンクホークス4回戦（福岡 Yahoo! JAPANドーム）、6回裏に救援登板、1回無失点[3]
- 初奪三振：同上、6回裏に今宮健太から見逃し三振[14]
- 初先発：2012年9月23日、対阪神タイガース23回戦（阪神甲子園球場）、5回1失点で勝ち負けつかず[15]
- 初勝利・初先発勝利：2013年7月31日、対阪神タイガース11回戦（阪神甲子園球場）、7回無失点[16]

打撃記録
- 初安打：2013年10月1日、対阪神タイガース24回戦（阪神甲子園球場）、3回表に能見篤史から中前安打[17]

### 背番号
- 32 （2012年 - 2016年）
- 117 （2017年 - ）